# Młodzian z Mundanii
Młodzian z Mundanii (tyt. oryg. Man from Mundania) – dwunasty tom cyklu Xanth amerykańskiego pisarza Piersa Anthony’ego. Po raz pierwszy ukazał się w 1989 roku, w Polsce przetłumaczony przez Lucynę Targosz i wydany przez Dom Wydawniczy „Rebis” w 1994 roku.